# Boeing Insitu RQ-21 Blackjack

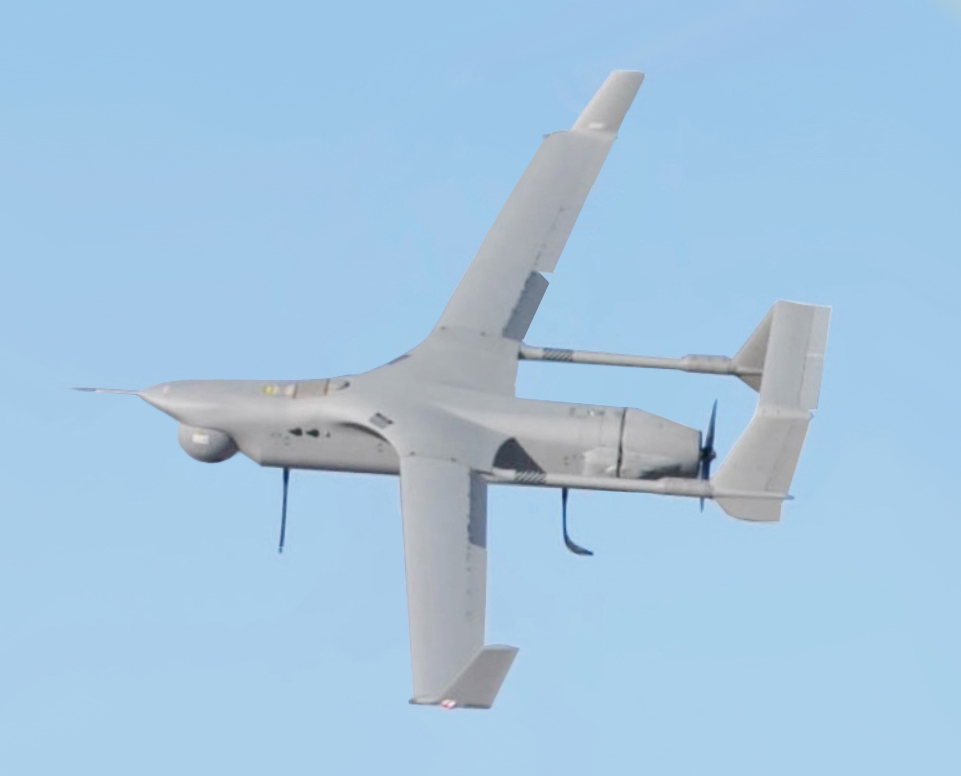
De Insitu RQ-21 Blackjack

De Boeing Insitu RQ-21 Blackjack, voorheen Boeing Insitu RQ-21 Integrator, is een onbemand luchtvaartuig gebouwd door Boeing Insitu. Het is bedoeld als aanvulling op de Boeing ScanEagle en dient verkennings- en inlichtingendoeleinden. Het is een eenmotorige eendekker met dubbele staartbomen.
De RQ-21 heeft een spanwijdte van 4,9 m en een gewicht van 61 kg. Het kan een last van 18 kg dragen.
De RQ-21 werd ontwikkeld op last van de Amerikaanse marine. De eerste testvlucht vond op 28 juli 2012 plaats. In mei 2013 begon productie op beperkte schaal. De Amerikaanse marine en het marinierskorps namen de drone in 2014 in gebruik voor testen. Maar een rapport van het United States Department of Defense stelde in 2015 nog dat de RQ-21 operationeel ineffectief en ongeschikt was. Het United States Marine Corps faseerde de AAI RQ-7 Shadow in 2018 uit ten gunste van de RQ-21. Sinds 2019 geldt de RQ-21 Blackjack als volledig operationeel binnen de Amerikaanse krijgsmacht.
De Koninklijke Landmacht heeft zes Integrators in dienst, die drie systemen vormen. In Nederland vervangen ze de Boeing ScanEagle.